# توریم دی‌اکسید
دی‌اکسید توریم (به انگلیسی: Thorium dioxide) با فرمول شیمیایی ThO۲ یک ترکیب شیمیایی است. که جرم مولی آن ۲۶۴٫۰۴ g/mol می‌باشد. شکل ظاهری این ترکیب، بلورهای زرد و نارنجی است. دی اکسید توریم بالاترین نقطه ذوب (۳۳۹۰ درجه سانتیگراد) را در میان اکسیدها دارد.